# Joseph Yorke (1er baron Dover)
Joseph Yorke' (24 juin 1724 - 2 décembre 1792) est un soldat britannique, diplomate et homme politique Whig. 

## Biographie

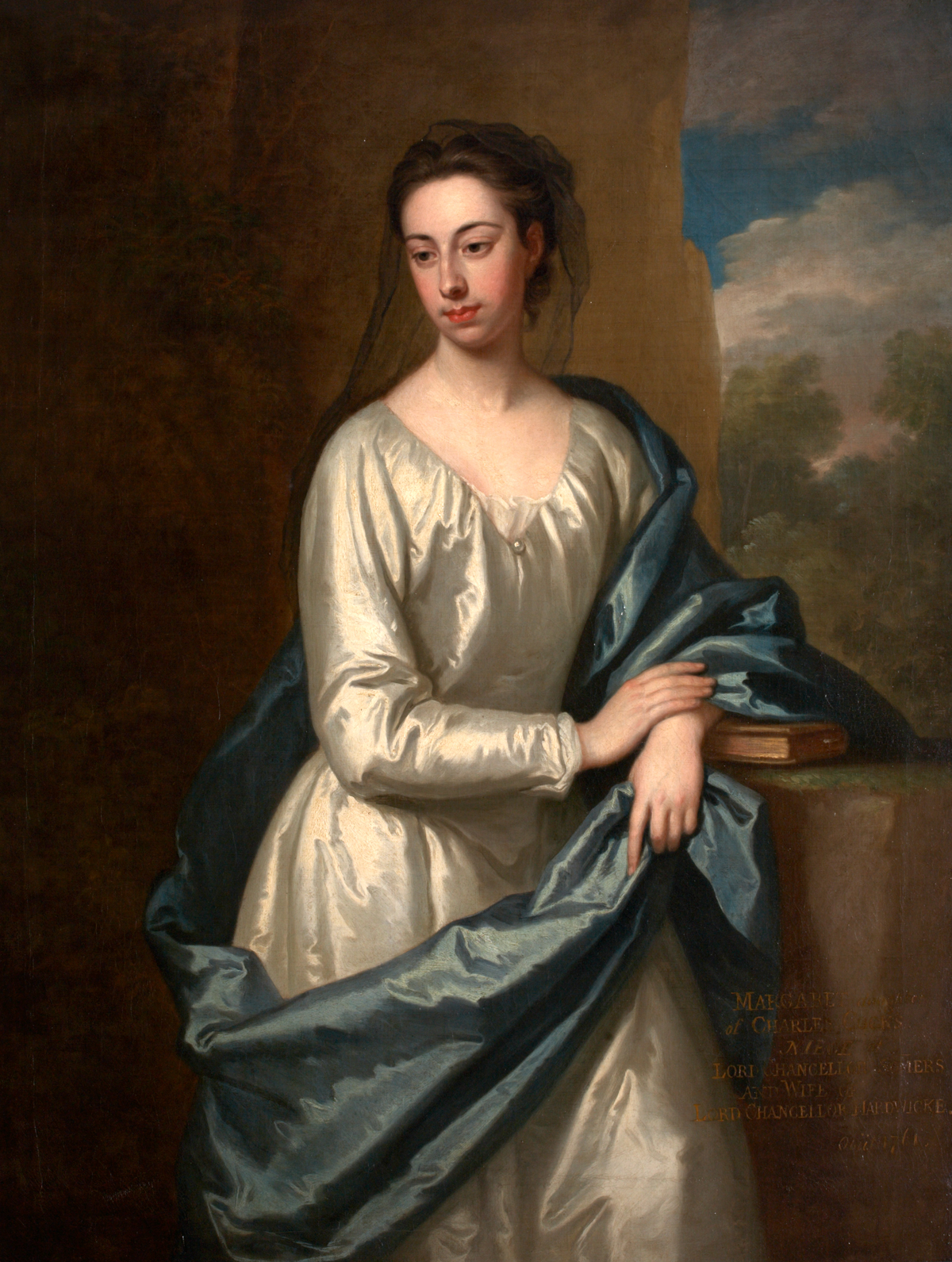
Margaret Yorke est la mère de Joseph.

Il est le troisième fils de Philip Yorke (1er comte de Hardwicke), et de Margaret, fille de Charles Cocks. Philip Yorke (2e comte de Hardwicke), Charles Yorke et James Yorke sont ses frères. 

## Carrière
Il sert pendant la Guerre de Succession d'Autriche comme aide de camp du duc de Cumberland et participe à la bataille de Fontenoy en 1745. Il devient major général en 1758, Lieutenant général en 1760 et général à part entière en 1777. 
En 1749, il est nommé secrétaire de l'ambassade britannique à Paris. Deux ans plus tard, il devient ministre plénipotentiaire aux Provinces-Unies, poste qu'il occupe pendant trente ans. Il est impliqué dans la convention anglo-prussienne en 1758. Il est promu ambassadeur en 1761. Durant cette période, il siège également à la Chambre des communes pour East Grinstead entre 1751 et 1761ref name="thepeerage.com" />, pour Dover entre 1761 et 1774, et pour Grampound entre 1774 et 1780,. Il est nommé chevalier compagnon de l'Ordre du Bain (KB) en 1761 et admis au Conseil privé en 1768. En 1788, il est élevé à la pairie sous le nom de Lord Dover, baron de la ville et du port de Douvres, dans le comté de Kent. 

## Famille
Lord Dover épouse Christiana Charlotte Margaret, fille de Johan Henrik, baron de Stöcken, noble danois, en 1783. Ils n'ont pas d'enfants. Il meurt en décembre 1792, à l'âge de 68 ans, et la baronnie s'éteint. Lady Dover ne survit que trois mois à son mari et meurt en mars 1793. 